# Римські намісники Юдеї
Список префектів, прокураторів та легатів (лат. Legatus Augusti pro praetore) римської провінції Юдея охоплює часовий проміжок від усунення з трону Ірода Архелая (6 р. н. е.) до завершення повстання Бар-Кохби у 136 році. У цей період частини Палестини та Юдеї мали пряме правління з Риму за винятком короткого часу правління царя Агрипи І. Римські намісники Юдеї були адміністративно підпорядковані римським намісникам провінції Сирія. Таким чином, наступною вищою інстанцією у випадку скарги на намісника у Юдеї, був римський легат у Сирії.
| Ім'я                        | Роки правління       | Тривалість у роках | Назва посади |
| --------------------------- | -------------------- | ------------------ | ------------ |
| Копоній                     | 6–9                  | 3                  | Префект      |
| Марк Амбібул                | 9–12                 | 3                  | Префект      |
| Анній Руф                   | 12–15                | 3                  | Префект      |
| Валерій Ґрат                | 15–26                | 11                 | Префект      |
| Понтій Пілат                | 26–36                | 10                 | Префект      |
| Марцел                      | 36–37                | 1                  | Префект      |
| Марул                       | 37–41                | 4                  | Префект      |
| Ірод Агріппа I              | 41–44                | 3                  | Цар Юдеї     |
| Куспій Фад                  | 44–46                | 2                  | Прокуратор   |
| Тиберій Юлій Олександр      | 46–48                | 2                  | Прокуратор   |
| Вентідій Куман              | 48–52                | 4                  | Прокуратор   |
| Марк Антоній Фелікс         | 52–60                | 8                  | Прокуратор   |
| Порцій Фест                 | 60–62                | 2                  | Прокуратор   |
| Лукцей Альбін               | 62–64                | 2                  | Прокуратор   |
| Гессій Флор                 | 64–66                | 2                  | Прокуратор   |
| Марк Антоній Юліан          | 66–70 (дати непевні) | 4                  | Прокуратор   |
| Секст Ветулен Церіал        | 70–71                | 1                  | Легат        |
| Луцілій Басс                | 71–72                | 1                  | Легат        |
| Луцій Флавій Сільва         | 72–81                | 9                  | Легат        |
| Сальвіден                   | 80–85                | 5                  | Легат        |
| Гней Помпей Лонгин          | бл.86                | 1                  | Легат        |
| Секст Герментідій Кампан    | бл.93                | 1                  | Легат        |
| Тиберій Клавдій Аттік Герод | 99–102               | 3                  | Легат        |
| Гай Юлій Квадрат Басс       | 102–104              | 2                  | Легат        |
| Квінт Помпей Фалькон        | 105–107              | 2                  | Легат        |
| Тіберіан                    | 114–117              | 3                  | Легат        |
| Лусій Квієт                 | 117-120              | 3                  | Легат        |
| Гаргілій Антикв             | бл. 124-5 (чи 122-5) | 1 (3)              | Префект      |
| Квінт Тіней Руф             | 130– бл. 132         | 3                  | Легат        |
| Сескт Юлій Север            | бл. 135              | 1                  | Легат        |